# 費特·普里斯特
亞弗列·歐內斯特·普里斯特（Alfred Ernest Priest，1874年7月24日—1922年5月5日）是來自英格蘭東北部的職業足球員，曾協助錫菲聯勇奪1899年及1902年英格蘭足總杯冠軍。

## 球員生涯
普里斯特出生於基斯堡，青年時先後效力達靈頓及南岸，接著在1896年加入錫菲聯，並在1896-97年賽季於甲組足球聯賽首度為錫菲聯作賽，主要擔任邊鋒，在1897-98年賽季協助球隊奪得冠軍。同年，錫菲聯在英格蘭足總杯被維爾港挫敗。
1900年2月，普里斯特轉任內鋒，與伯特·立薩咸合組左翼。普里斯特在1900年3月17日唯一一次代表英格蘭上陣，結果以2-0擊敗愛爾蘭。
普里斯特在1901年英格蘭足總杯決賽披甲上陣，但球隊未能成功奪冠。
他後來重返南岸，在€1906-07年賽季轉投米德尔斯堡。兩年後以球員兼領隊的身份加盟哈特普爾聯。
普里斯特離開球壇後留在哈特爾浦，經營一家酒館，直到1922年5月5日逝世。

## 所獲榮譽
錫菲聯
- 甲組足球聯賽
  - 冠軍: 1897-98年
  - 亞軍: 1896-97年及1899-00年

- 英格蘭足總杯
  - 冠軍: 1899年、1902年
  - 進入決賽: 1901年

## 外部連結
- 費特·普里斯特的檔案-英格蘭統計 （页面存档备份，存于）
- 英格蘭國家隊成員檔案